# 上海久事国际马术中心
上海久事国际马术中心又稱上海国际马术中心，是中國首座符合国际马术赛事标准的永久性比赛场馆，位於中華人民共和國上海市浦東新區世博文化公园内，总建筑面积84904平方米，由上海建工四建集团承建，上海久事体育投資建設。主体建筑包括竞赛场地、马厩、约5000座观众与贵宾看台、热身场、训练场等。

## 歷史
2019年12月25日，上海国际马术中心开工。
2021年12月30日，完成主赛场区域混凝土结构封顶。7月24日，完成全部结构工程。
2023年8月17日，上海久事国际马术中心项目工地发生一起机械伤害事故，造成一人死亡。
2024年5月，上海久事国际马术中心投入使用。當年5月3日至5日，浪琴环球马术冠军赛在上海国际马术中心舉辦。